# Narcine brevilabiata
Narcine brevilabiata là một loài cá đuối điện thuộc họ Narcinidae. Loài này được tìm thấy ở vùng nước nông trên thềm lục địa thuộc vùng biển các nước Trung Quốc, Malaysia, Thái Lan, and Việt Nam, ở độ sâu 41 đến 70 met. Nó được xem là loài dễ bị tổn thương theo IUCN.